# Lycaenodon longiceps
Lycaenodon longiceps és una espècie de sinàpsid extint del clade dels biarmosucs que visqué durant el Permià superior en allò que avui en dia és Sud-àfrica. Es tracta de l'única del gènere Lycaenodon. Formava part del grup més basal de teràpsids i, per tant, era força semblant a sinàpsids poc mamiferoides més primitius, com ara el dimetrodont. El seu nom genèric, Lycaenodon, significa ‘dent de llop’ en llatí, mentre que el seu nom específic, longiceps, vol dir ‘cap llarg’.